# Орочи
Орочи (рус. О́рочи), познати и као Нани, су народ руског далеког истока који говоре орочијски језик јужне групе тунгуских језика. Према попису из 2002. године било је 686 Орочија. Према попису из 2010. године било их је 596.

## Територија
Орочи су традиционално насељени у јужном делу Хабаровског краја. У 19. веку, неки од њих су се преселили у Сахалинску област. Почетком тридесетих година 20. века основан је Орочки национални округ, али је убрзо укинут због недостатка домородачке популације.